# Deputowani do Zgromadzenia Narodowego Francji XIII kadencji
Francuscy deputowani do Zgromadzenia Narodowego XIII kadencji zostali wybrani w wyborach parlamentarnych przeprowadzonych w dwóch turach 10 i 17 czerwca 2007 w 577 okręgach jednomandatowych. Kadencja upłynęła 19 czerwca 2012.
Przewodniczącym niższej izby parlamentu tej kadencji był Bernard Accoyer.

## Wykaz frakcji
| Skrót        | Frakcja                                       | Partie tworzące frakcję | Liczba deputowanych            |
| ------------ | --------------------------------------------- | --- | ------------------------------ |
| UMP          | Union pour un Mouvement Populaire             | Unia na rzecz Ruchu Ludowego, Partia Radykalna, Narodowe Centrum Niezależnych i Chłopów, Partia Chrześcijańsko-Demokratyczna | 304 (w tym 7 stowarzyszonych)  |
| SRC          | Socialiste, radical, citoyen et divers gauche | Partia Socjalistyczna, Lewicowa Partia Radykalna, Ruch Obywatelski i Republikański                                           | 195 (w tym 15 stowarzyszonych) |
| GDR          | Gauche démocrate et républicaine              | Francuska Partia Komunistyczna, Partia Lewicy                                                                                | 20                             |
| NC           | Nouveau Centre                                | Nowe Centrum, Sojusz Centrowy                                                                                                | 24 (w tym 2 stowarzyszonych)   |
| Niezrzeszeni | Députés non inscrits                          | Ruch Demokratyczny, Powstań Republiko, Ruch dla Francji, Europe Écologie-Les Verts                                           | 13                             |

Dwadzieścia jeden mandatów na koniec kadencji pozostało nieobsadzonych.

## Lista posłów

### A
| Deputowany              | Frakcja | Okręg wyborczy          |
| ----------------------- | ------- | ----------------------- |
| Jean-Pierre Abelin      | NC      | Vienne IV               |
| Élie Aboud              | UMP     | Hérault VI              |
| Bernard Accoyer         | UMP     | Górna Sabaudia I        |
| Patricia Adam           | SRC     | Finistère II            |
| Manuel Aeschlimann      | UMP     | Hauts-de-Seine II       |
| Yves Albarello          | UMP     | Sekwana i Marna VII     |
| Alfred Almont           | UMP     | Martynika II            |
| Michèle Alliot-Marie    | UMP     | Pireneje Atlantyckie VI |
| Abdoulatifou Aly        | NI      | Majotta I               |
| Nicole Ameline          | UMP     | Calvados IV             |
| Marie-Hélène Amiable    | GDR     | Hauts-de-Seine XI       |
| Jean-Paul Anciaux       | UMP     | Saona i Loara III       |
| Sylvie Andrieux-Bacquet | SRC     | Delta Rodanu VII        |
| Edwige Antier           | UMP     | Paryż IV                |
| François Asensi         | GDR     | Sekwana-Saint-Denis XI  |
| Jean Auclair            | UMP     | Creuse II               |
| Martine Aurillac        | UMP     | Paryż III               |
| Jean-Marc Ayrault       | SRC     | Loara Atlantycka III    |

### B
| Deputowany               | Frakcja | Okręg wyborczy          |
| ------------------------ | ------- | ----------------------- |
| Jean-Paul Bacquet        | SRC     | Puy-de-Dôme IV          |
| Dominique Baert          | SRC     | Nord VIII               |
| Pierre-Christophe Baguet | UMP     | Hauts-de-Seine IX       |
| Patrick Balkany          | UMP     | Hauts-de-Seine V        |
| Jean-Pierre Balligand    | SRC     | Aisne III               |
| Gérard Bapt              | SRC     | Górna Garonna II        |
| Jean Bardet              | UMP     | Val-d’Oise III          |
| Brigitte Barèges         | UMP     | Tarn i Garonna I        |
| Claude Bartolone         | SRC     | Sekwana-Saint-Denis VI  |
| Jacques Bascou           | SRC     | Aude II                 |
| Sylvia Bassot            | UMP     | Orne III                |
| Christian Bataille       | SRC     | Nord XXII               |
| Delphine Batho           | SRC     | Deux-Sèvres II          |
| François Bayrou          | NI      | Pireneje Atlantyckie II |
| Patrick Beaudouin        | UMP     | Dolina Marny VI         |
| Huguette Bello           | GDR     | Reunion II              |
| Jacques-Alain Bénisti    | UMP     | Dolina Marny IV         |
| Thierry Benoit           | NC      | Ille-et-Vilaine VI      |
| mandat nieobsadzony      |         | Hauts-de-Seine VII      |
| Jean-Louis Bernard       | UMP     | Loiret III              |
| Marc Bernier             | UMP     | Mayenne II              |
| Chantal Berthelot        | SRC     | Gujana Francuska II     |
| Véronique Besse          | NI      | Wandea IV               |
| Jean-Louis Bianco        | SRC     | Alpy Górnej Prowansji I |
| Gisèle Biémouret         | SRC     | Gers II                 |
| Jérôme Bignon            | UMP     | Somme III               |
| Martine Billard          | GDR     | Paryż I                 |
| Jean-Marie Binetruy      | UMP     | Doubs V                 |
| Claude Birraux           | UMP     | Górna Sabaudia IV       |
| Christian Blanc          | NC      | Yvelines III            |
| Étienne Blanc            | UMP     | Ain III                 |
| Émile Blessig            | UMP     | Dolny Ren VII           |
| Serge Blisko             | SRC     | Paryż X                 |
| Patrick Bloche           | SRC     | Paryż VII               |
| Roland Blum              | UMP     | Delta Rodanu I          |
| Alain Bocquet            | GDR     | Nord XX                 |
| Claude Bodin             | UMP     | Val-d’Oise IV           |
| Philippe Boënnec         | UMP     | Loara Atlantycka IX     |
| Daniel Boisserie         | SRC     | Haute-Vienne II         |
| Marcel Bonnot            | UMP     | Doubs III               |
| Maxime Bono              | SRC     | Charente-Maritime I     |
| Jean-Michel Boucheron    | SRC     | Ille-et-Vilaine I       |
| Jean-Claude Bouchet      | UMP     | Vaucluse II             |
| Marie-Odile Bouillé      | SRC     | Loara Atlantycka VIII   |
| Christophe Bouillon      | SRC     | Sekwana Nadmorska V     |
| Monique Boulestin        | SRC     | Haute-Vienne I          |
| Gilles Bourdouleix       | UMP     | Maine i Loara V         |
| Bruno Bourg-Broc         | UMP     | Marne IV                |
| Pierre Bourguignon       | SRC     | Sekwana Nadmorska III   |
| Jean-Louis Borloo        | UMP     | Nord XXI                |
| Joseph Bossé             | UMP     | Maine i Loara VII       |
| Chantal Bourragué        | UMP     | Żyronda I               |
| Danielle Bousquet        | SRC     | Côtes-d’Armor I         |
| Loïc Bouvard             | UMP     | Morbihan IV             |
| Michel Bouvard           | UMP     | Sabaudia III            |
| Valérie Boyer            | UMP     | Delta Rodanu VIII       |
| Françoise Branget        | UMP     | Doubs I                 |
| Patrick Braouezec        | GDR     | Sekwana-Saint-Denis II  |
| Jean-Pierre Brard        | GDR     | Sekwana-Saint-Denis VII |
| Xavier Breton            | UMP     | Ain I                   |
| Françoise Briand         | UMP     | Essonne VII             |
| Philippe Briand          | UMP     | Indre i Loara V         |
| Pascal Brindeau          | NC      | Loir-et-Cher III        |
| Bernard Brochand         | UMP     | Alpy Nadmorskie VIII    |
| François Brottes         | SRC     | Isère V                 |
| Chantal Brunel           | UMP     | Sekwana i Marna VIII    |
| Marie-George Buffet      | GDR     | Sekwana-Saint-Denis IV  |
| Michel Buillard          | UMP     | Polinezja Francuska I   |
| Yves Bur                 | UMP     | Dolny Ren IV            |
| Dominique Bussereau      | UMP     | Charente-Maritime IV    |

### C
| Deputowany                 | Frakcja | Okręg wyborczy           |
| -------------------------- | ------- | ------------------------ |
| Alain Cacheux              | SRC     | Nord III                 |
| Jérôme Cahuzac             | SRC     | Lot-et-Garonne III       |
| Dominique Caillaud         | UMP     | Wandea II                |
| Patrice Calmejane          | UMP     | Sekwana-Saint-Denis VIII |
| mandat nieobsadzony        |         | Pireneje Wschodnie III   |
| Jean-Christophe Cambadélis | SRC     | Paryż XX                 |
| Jean-Jacques Candelier     | GDR     | Nord XVI                 |
| Bernard Carayon            | UMP     | Tarn IV                  |
| Thierry Carcenac           | SRC     | Tarn II                  |
| Christophe Caresche        | SRC     | Paryż XVIII              |
| Olivier Carré              | UMP     | Loiret I                 |
| Gilles Carrez              | UMP     | Dolina Marny V           |
| Martine Carrillon-Couvreur | SRC     | Nièvre I                 |
| Laurent Cathala            | SRC     | Dolina Marny II          |
| Bernard Cazeneuve          | SRC     | Manche V                 |
| Joëlle Ceccaldi-Raynaud    | UMP     | Hauts-de-Seine VI        |
| Yves Censi                 | UMP     | Aveyron I                |
| Guy Chambefort             | SRC     | Allier I                 |
| Jean-Paul Chanteguet       | SRC     | Indre III                |
| Gérard Charasse            | SRC     | Allier IV                |
| Hervé de Charette          | NC      | Maine i Loara VI         |
| Marianne Dubois            | UMP     | Loiret V                 |
| Jérôme Chartier            | UMP     | Val-d’Oise VII           |
| André Chassaigne           | GDR     | Puy-de-Dôme V            |
| Gérard Cherpion            | UMP     | Wogezy II                |
| Jean-Louis Christ          | UMP     | Górny Ren II             |
| Dino Cinieri               | UMP     | Loire IV                 |
| Éric Ciotti                | UMP     | Alpy Nadmorskie I        |
| Alain Claeys               | SRC     | Vienne I                 |
| Jean-Michel Clément        | SRC     | Vienne III               |
| Pascal Clément             | UMP     | Loire VI                 |
| Marie-Françoise Clergeau   | SRC     | Loara Atlantycka II      |
| Philippe Cochet            | UMP     | Rhône V                  |
| mandat nieobsadzony        |         | Paryż XI                 |
| Gilles Cocquempot          | SRC     | Pas-de-Calais VII        |
| Pierre Cohen               | SRC     | Górna Garonna III        |
| Georges Colombier          | UMP     | Isère VII                |
| Geneviève Colot            | UMP     | Essonne III              |
| Jean-François Copé         | UMP     | Sekwana i Marna VI       |
| François Cornut-Gentille   | UMP     | Górna Marna II           |
| Louis Cosyns               | UMP     | Cher III                 |
| René Couanau               | NI      | Ille-et-Vilaine VII      |
| Charles de Courson         | NC      | Marne V                  |
| Alain Cousin               | UMP     | Manche III               |
| Jean-Yves Cousin           | UMP     | Calvados VI              |
| Catherine Coutelle         | SRC     | Vienne II                |
| Jean-Michel Couve          | UMP     | Var IV                   |
| Pascale Crozon             | SRC     | Rhône VI                 |
| Frédéric Cuvillier         | SRC     | Pas-de-Calais V          |

### D
| Deputowany              | Frakcja | Okręg wyborczy      |
| ----------------------- | ------- | ------------------- |
| Marie-Christine Dalloz  | UMP     | Jura II             |
| Claude Darciaux         | SRC     | Côte-d’Or III       |
| Olivier Dassault        | UMP     | Oise I              |
| Marc-Philippe Daubresse | UMP     | Nord IV             |
| Bernard Debré           | UMP     | Paryż XV            |
| Jean-Pierre Decool      | UMP     | Nord XIV            |
| Bernard Deflesselles    | UMP     | Delta Rodanu IX     |
| Lucien Degauchy         | UMP     | Oise V              |
| Pascal Deguilhem        | SRC     | Dordogne I          |
| Rémi Delatte            | UMP     | Côte-d’Or II        |
| Michèle Delaunay        | SRC     | Żyronda II          |
| François Deluga         | SRC     | Żyronda VIII        |
| Guy Delcourt            | SRC     | Pas-de-Calais XIII  |
| mandat nieobsadzony     |         | Nord XIII           |
| Richard Dell'Agnola     | UMP     | Dolina Marny XII    |
| Sophie Delong           | UMP     | Górna Marna I       |
| Stéphane Demilly        | NC      | Somme V             |
| Yves Deniaud            | UMP     | Orne I              |
| Bernard Depierre        | UMP     | Côte-d’Or I         |
| Bernard Derosier        | SRC     | Nord II             |
| Jacques Desallangre     | NI      | Aisne IV            |
| Vincent Descoeur        | UMP     | Cantal I            |
| Michel Destot           | SRC     | Isère III           |
| Patrick Devedjian       | UMP     | Hauts-de-Seine XIII |
| Nicolas Dhuicq          | UMP     | Aube I              |
| Éric Diard              | UMP     | Delta Rodanu XII    |
| Michel Diefenbacher     | UMP     | Lot-et-Garonne II   |
| Jean Dionis du Séjour   | NC      | Lot-et-Garonne I    |
| Marc Dolez              | GDR     | Nord XVII           |
| Jacques Domergue        | UMP     | Hérault I           |
| Jean-Pierre Door        | UMP     | Loiret IV           |
| Dominique Dord          | UMP     | Sabaudia I          |
| René Dosière            | SRC     | Aisne I             |
| Olivier Dosne           | UMP     | Dolina Marny VII    |
| Julien Dray             | SRC     | Essonne X           |
| Tony Dreyfus            | SRC     | Paryż V             |
| Jean-Pierre Dufau       | SRC     | Landy II            |
| William Dumas           | SRC     | Gard V              |
| Jean-Louis Dumont       | SRC     | Moza II             |
| Laurence Dumont         | SRC     | Calvados II         |
| Cécile Dumoulin         | UMP     | Yvelines VIII       |
| Jean-Pierre Dupont      | UMP     | Corrèze III         |
| Nicolas Dupont-Aignan   | NI      | Essonne VIII        |
| Jean-Paul Dupré         | SRC     | Aude III            |
| Raymond Durand          | NC      | Rhône XI            |
| Yves Durand             | SRC     | Nord XI             |
| Paul Durieu             | UMP     | Vaucluse IV         |
| mandat nieobsadzony     |         | Pas-de-Calais XI    |
| Philippe Duron          | SRC     | Calvados I          |
| Olivier Dussopt         | SRC     | Ardèche II          |

### E
| Deputowany       | Frakcja | Okręg wyborczy         |
| ---------------- | ------- | ---------------------- |
| Christian Eckert | SRC     | Meurthe-et-Moselle VII |
| Henri Emmanuelli | SRC     | Landy III              |
| Corinne Erhel    | SRC     | Côtes-d’Armor V        |
| Gilles d'Ettore  | UMP     | Hérault VII            |

### F
| Deputowany           | Frakcja | Okręg wyborczy        |
| -------------------- | ------- | --------------------- |
| mandat nieobsadzony  |         | Sekwana Nadmorska IV  |
| Albert Facon         | SRC     | Pas-de-Calais XIV     |
| mandat nieobsadzony  |         | Reunion III           |
| Daniel Fasquelle     | UMP     | Pas-de-Calais IV      |
| Martine Faure        | SRC     | Żyronda IX            |
| Yannick Favennec     | UMP     | Mayenne III           |
| Hervé Féron          | SRC     | Meurthe-et-Moselle II |
| Jean-Michel Ferrand  | UMP     | Vaucluse III          |
| Alain Ferry          | UMP     | Dolny Ren VI          |
| Daniel Fidelin       | UMP     | Sekwana Nadmorska IX  |
| Aurélie Filippetti   | SRC     | Mozella VIII          |
| Geneviève Fioraso    | SRC     | Isère I               |
| André Flajolet       | UMP     | Pas-de-Calais IX      |
| Jean-Claude Flory    | UMP     | Ardèche III           |
| Philippe Folliot     | NC      | Tarn III              |
| Pierre Forgues       | SRC     | Pireneje Wysokie I    |
| Nicolas Forissier    | UMP     | Indre II              |
| Marie-Louise Fort    | UMP     | Yonne III             |
| Jean-Michel Fourgous | UMP     | Yvelines XI           |
| Valérie Fourneyron   | SRC     | Sekwana Nadmorska I   |
| Michel Françaix      | SRC     | Oise III              |
| Marc Francina        | UMP     | Górna Sabaudia V      |
| Jacqueline Fraysse   | GDR     | Hauts-de-Seine IV     |
| mandat nieobsadzony  |         | Nowa Kaledonia II     |
| Yves Fromion         | UMP     | Cher I                |
| Jean-Claude Fruteau  | SRC     | Reunion V             |

### G
| Deputowany              | Frakcja | Okręg wyborczy            |
| ----------------------- | ------- | ------------------------- |
| Jean-Louis Gagnaire     | SRC     | Loire II                  |
| Geneviève Gaillard      | SRC     | Deux-Sèvres I             |
| Sauveur Gandolfi-Scheit | UMP     | Górna Korsyka I           |
| Guillaume Garot         | SRC     | Mayenne I                 |
| Jean-Paul Garraud       | UMP     | Żyronda X                 |
| Daniel Garrigue         | NI      | Dordogne II               |
| Claude Gatignol         | UMP     | Manche IV                 |
| Jean Gaubert            | SRC     | Côtes-d’Armor II          |
| Gérard Gaudron          | UMP     | Sekwana-Saint-Denis X     |
| Jean-Jacques Gaultier   | UMP     | Wogezy IV                 |
| Hervé Gaymard           | UMP     | Sabaudia II               |
| mandat nieobsadzony     |         | Pas-de-Calais II          |
| Guy Geoffroy            | UMP     | Sekwana i Marna IX        |
| Bernard Gérard          | UMP     | Nord IX                   |
| André Gerin             | GDR     | Rhône XIV                 |
| Alain Gest              | UMP     | Somme VI                  |
| Paul Giacobbi           | SRC     | Górna Korsyka II          |
| Franck Gilard           | UMP     | Eure V                    |
| Jean-Patrick Gille      | SRC     | Indre i Loara I           |
| Georges Ginesta         | UMP     | Var V                     |
| Charles-Ange Ginésy     | UMP     | Alpy Nadmorskie V         |
| Jean-Pierre Giran       | UMP     | Var III                   |
| Annick Girardin         | SRC     | Saint-Pierre i Miquelon I |
| Joël Giraud             | SRC     | Alpy Wysokie II           |
| Louis Giscard d’Estaing | UMP     | Puy-de-Dôme III           |
| Jean Glavany            | SRC     | Pireneje Wysokie III      |
| Claude Goasguen         | UMP     | Paryż XIV                 |
| Daniel Goldberg         | SRC     | Sekwana-Saint-Denis III   |
| François-Michel Gonnot  | UMP     | Oise VI                   |
| Didier Gonzales         | UMP     | Dolina Marny III          |
| mandat nieobsadzony     |         | Nièvre II                 |
| Jean-Pierre Gorges      | UMP     | Eure-et-Loir I            |
| Pierre Gosnat           | GDR     | Dolina Marny X            |
| Philippe Gosselin       | UMP     | Manche I                  |
| Pascale Got             | SRC     | Żyronda V                 |
| Marc Goua               | SRC     | Maine i Loara II          |
| Philippe Goujon         | UMP     | Paryż XII                 |
| François Goulard        | UMP     | Morbihan I                |
| Michel Grall            | UMP     | Morbihan II               |
| Jean-Pierre Grand       | UMP     | Hérault III               |
| Jean Grellier           | SRC     | Deux-Sèvres IV            |
| mandat nieobsadzony     |         | Somme I                   |
| Jean Grenet             | UMP     | Pireneje Atlantyckie V    |
| Anne Grommerch          | UMP     | Mozella IX                |
| mandat nieobsadzony     |         | Mozella I                 |
| Jacques Grosperrin      | UMP     | Doubs II                  |
| Arlette Grosskost       | UMP     | Górny Ren V               |
| Serge Grouard           | UMP     | Loiret II                 |
| Pascale Gruny           | UMP     | Aisne II                  |
| Louis Guédon            | UMP     | Wandea III                |
| Françoise Guégot        | UMP     | Sekwana Nadmorska II      |
| Jean-Claude Guibal      | UMP     | Alpy Nadmorskie IV        |
| Élisabeth Guigou        | SRC     | Sekwana-Saint-Denis IX    |
| Jean-Jacques Guillet    | UMP     | Hauts-de-Seine VIII       |
| Christophe Guilloteau   | UMP     | Rhône X                   |

### H
| Deputowany             | Frakcja | Okręg wyborczy           |
| ---------------------- | ------- | ------------------------ |
| David Habib            | SRC     | Pireneje Atlantyckie III |
| Gérard Hamel           | UMP     | Eure-et-Loir II          |
| Michel Havard          | UMP     | Rhône I                  |
| Michel Heinrich        | UMP     | Wogezy I                 |
| Laurent Hénart         | UMP     | Meurthe-et-Moselle I     |
| Michel Herbillon       | UMP     | Dolina Marny VIII        |
| Antoine Herth          | UMP     | Dolny Ren V              |
| Francis Hillmeyer      | NC      | Górny Ren VI             |
| Danièle Hoffman-Rispal | SRC     | Paryż VI                 |
| mandat nieobsadzony    |         | Corrèze I                |
| Françoise Hostalier    | UMP     | Nord XV                  |
| Philippe Houillon      | UMP     | Val-d’Oise I             |
| Guénhaël Huet          | UMP     | Manche II                |
| Michel Hunault         | NC      | Loara Atlantycka VI      |
| Sandrine Hurel         | SRC     | Sekwana Nadmorska XI     |
| Christian Hutin        | SRC     | Nord XII                 |
| Sébastien Huyghe       | UMP     | Nord V                   |

### I
| Deputowany        | Frakcja | Okręg wyborczy        |
| ----------------- | ------- | --------------------- |
| Monique Iborra    | SRC     | Górna Garonna VI      |
| Jean-Louis Idiart | SRC     | Górna Garonna VIII    |
| Françoise Imbert  | SRC     | Górna Garonna V       |
| Jacqueline Irles  | UMP     | Pireneje Wschodnie IV |
| Michel Issindou   | SRC     | Isère II              |

### J
| Deputowany              | Frakcja | Okręg wyborczy      |
| ----------------------- | ------- | ------------------- |
| Christian Jacob         | UMP     | Sekwana i Marna IV  |
| Denis Jacquat           | UMP     | Mozella II          |
| Éric Jalton             | SRC     | Gwadelupa I         |
| Serge Janquin           | SRC     | Pas-de-Calais X     |
| Olivier Jardé           | NC      | Somme II            |
| Paul Jeanneteau         | UMP     | Maine i Loara I     |
| Yves Jégo               | UMP     | Sekwana i Marna III |
| Henri Jibrayel          | SRC     | Delta Rodanu IV     |
| Maryse Joissains-Masini | UMP     | Delta Rodanu XIV    |
| Marc Joulaud            | UMP     | Sarthe IV           |
| Alain Joyandet          | UMP     | Górna Saona I       |
| Régis Juanico           | SRC     | Loire I             |
| Didier Julia            | UMP     | Sekwana i Marna II  |
| Armand Jung             | SRC     | Dolny Ren I         |

### K
| Deputowany                 | Frakcja | Okręg wyborczy     |
| -------------------------- | ------- | ------------------ |
| Marietta Karamanli         | SRC     | Sarthe II          |
| Christian Kert             | UMP     | Delta Rodanu XI    |
| Nathalie Kosciusko-Morizet | UMP     | Essonne IV         |
| Jacques Kossowski          | UMP     | Hauts-de-Seine III |
| Jean-Pierre Kucheida       | SRC     | Pas-de-Calais XII  |

### L
| Deputowany                | Frakcja | Okręg wyborczy          |
| ------------------------- | ------- | ----------------------- |
| Patrick Labaune           | UMP     | Drôme I                 |
| Fabienne Labrette-Ménager | UMP     | Sarthe I                |
| Yvan Lachaud              | NC      | Gard I                  |
| Conchita Lacuey           | SRC     | Żyronda IV              |
| Jean-Christophe Lagarde   | NC      | Sekwana-Saint-Denis V   |
| Jérôme Lambert            | SRC     | Charente III            |
| Jacques Lamblin           | UMP     | Meurthe-et-Moselle IV   |
| Jean-François Lamour      | UMP     | Paryż XIII              |
| Marguerite Lamour         | UMP     | Finistère III           |
| François Lamy             | SRC     | Essonne VI              |
| Raymond Lancelin          | UMP     | Indre i Loara II        |
| Jack Lang                 | SRC     | Pas-de-Calais VI        |
| Pierre Lang               | UMP     | Mozella VI              |
| Colette Langlade          | SRC     | Dordogne III            |
| Pierre Lasbordes          | UMP     | Essonne V               |
| Jean Lassalle             | NI      | Pireneje Atlantyckie IV |
| Jean Launay               | SRC     | Lot II                  |
| Thierry Lazaro            | UMP     | Nord VI                 |
| Jean-Yves Le Bouillonnec  | SRC     | Dolina Marny XI         |
| Marylise Lebranchu        | SRC     | Finistère IV            |
| Patrick Lebreton          | SRC     | Reunion IV              |
| Gilbert Le Bris           | SRC     | Finistère VIII          |
| Jean-Paul Lecoq           | GDR     | Sekwana Nadmorska VI    |
| Robert Lecou              | UMP     | Hérault IV              |
| Jean-Yves Le Déaut        | SRC     | Meurthe-et-Moselle VI   |
| Michel Lefait             | SRC     | Pas-de-Calais VIII      |
| Jean-Marc Lefranc         | UMP     | Calvados V              |
| Guy Lefrand               | UMP     | Eure I                  |
| Marc Le Fur               | UMP     | Côtes-d’Armor III       |
| Jacques Le Guen           | UMP     | Finistère V             |
| Jean-Marie Le Guen        | SRC     | Paryż IX                |
| Michel Lejeune            | UMP     | Sekwana Nadmorska XII   |
| Annick Le Loch            | SRC     | Finistère VII           |
| Patrick Lemasle           | SRC     | Górna Garonna VII       |
| Dominique Le Mèner        | UMP     | Sarthe V                |
| Catherine Lemorton        | SRC     | Górna Garonna I         |
| Jacques Le Nay            | UMP     | Morbihan VI             |
| mandat nieobsadzony       |         | Orne II                 |
| Jean-Louis Léonard        | UMP     | Charente-Maritime II    |
| Annick Lepetit            | SRC     | Paryż XVII              |
| Pierre Lequiller          | UMP     | Yvelines IV             |
| Bruno Le Roux             | SRC     | Sekwana-Saint-Denis I   |
| mandat nieobsadzony       |         | Pas-de-Calais III       |
| Dominique Le Sourd        | UMP     | Oise VII                |
| Bernard Lesterlin         | SRC     | Allier II               |
| Serge Letchimy            | SRC     | Martynika III           |
| Claude Leteurtre          | NC      | Calvados III            |
| Céleste Lett              | UMP     | Mozella V               |
| Geneviève Levy            | UMP     | Var I                   |
| Michel Liebgott           | SRC     | Mozella X               |
| Martine Lignières-Cassou  | SRC     | Pireneje Atlantyckie I  |
| Albert Likuvalu           | SRC     | Wallis i Futuna I       |
| François Loncle           | SRC     | Eure IV                 |
| mandat nieobsadzony       |         | Dolny Ren IX            |
| Gérard Lorgeoux           | UMP     | Morbihan III            |
| Gabrielle Louis-Carabin   | UMP     | Gwadelupa II            |
| Lionnel Luca              | UMP     | Alpy Nadmorskie VI      |
| Victorin Lurel            | SRC     | Gwadelupa IV            |

### M
| Deputowany                | Frakcja | Okręg wyborczy          |
| ------------------------- | ------- | ----------------------- |
| Daniel Mach               | UMP     | Pireneje Wschodnie I    |
| Richard Mallié            | UMP     | Delta Rodanu X          |
| Jean Mallot               | SRC     | Allier III              |
| Noël Mamère               | NI      | Żyronda III             |
| Jean-François Mancel      | UMP     | Oise II                 |
| Louis-Joseph Manscour     | SRC     | Martynika I             |
| Gérard Menuel             | UMP     | Aube III                |
| Jacqueline Maquet         | SRC     | Pas-de-Calais I         |
| Alain Marc                | UMP     | Aveyron III             |
| Jeanny Marc               | SRC     | Gwadelupa III           |
| Marie-Lou Marcel          | SRC     | Aveyron II              |
| Marie-Claude Marchand     | SRC     | Nord XIX                |
| Jean-Pierre Marcon        | UMP     | Górna Loara I           |
| Alfred Marie-Jeanne       | GDR     | Martynika IV            |
| Christine Marin           | UMP     | Nord XXIII              |
| Hervé Mariton             | UMP     | Drôme III               |
| Muriel Marland-Militello  | UMP     | Alpy Nadmorskie II      |
| Alain Marleix             | UMP     | Cantal II               |
| Franck Marlin             | UMP     | Essonne II              |
| Jean-René Marsac          | SRC     | Ille-et-Vilaine IV      |
| Philippe Martin           | SRC     | Gers I                  |
| Philippe Armand Martin    | UMP     | Marne VI                |
| Martine Martinel          | SRC     | Górna Garonna IV        |
| Henriette Martinez        | UMP     | Alpy Wysokie I          |
| Patrice Martin-Lalande    | UMP     | Loir-et-Cher II         |
| Alain Marty               | UMP     | Mozella IV              |
| Frédérique Massat         | SRC     | Ariège I                |
| Jean-Claude Mathis        | UMP     | Aube II                 |
| Gilbert Mathon            | SRC     | Somme IV                |
| Didier Mathus             | SRC     | Saona i Loara IV        |
| Jean-Philippe Maurer      | UMP     | Dolny Ren II            |
| Sandrine Mazetier         | SRC     | Paryż VIII              |
| Pierre Méhaignerie        | UMP     | Ille-et-Vilaine V       |
| Christian Ménard          | UMP     | Finistère VI            |
| Michel Ménard             | SRC     | Loara Atlantycka V      |
| Damien Meslot             | UMP     | Territoire-de-Belfort I |
| Kléber Mesquida           | SRC     | Hérault V               |
| Philippe Meunier          | UMP     | Rhône XIII              |
| Jean Michel               | SRC     | Puy-de-Dôme VI          |
| Jean-Claude Mignon        | UMP     | Sekwana i Marna I       |
| Arnaud Montebourg         | SRC     | Saona i Loara VI        |
| Pierre Morange            | UMP     | Yvelines VI             |
| Pierre Morel-À-L’Huissier | UMP     | Lozère II               |
| Philippe Morenvillier     | UMP     | Meurthe-et-Moselle V    |
| Hervé Morin               | NC      | Eure III                |
| Jean-Marie Morisset       | UMP     | Deux-Sèvres III         |
| Pierre Moscovici          | SRC     | Doubs IV                |
| Georges Mothron           | UMP     | Val-d’Oise V            |
| Étienne Mourrut           | UMP     | Gard II                 |
| Alain Moyne-Bressand      | UMP     | Isère VI                |
| Pierre-Alain Muet         | SRC     | Rhône II                |
| Renaud Muselier           | UMP     | Delta Rodanu V          |
| Roland Muzeau             | GDR     | Hauts-de-Seine I        |
| Jacques Myard             | UMP     | Yvelines V              |

### N
| Deputowany             | Frakcja | Okręg wyborczy   |
| ---------------------- | ------- | ---------------- |
| Philippe Nauche        | SRC     | Corrèze II       |
| Henri Nayrou           | SRC     | Ariège V         |
| mandat nieobsadzony    |         | Puy-de-Dôme II   |
| Jean-Marc Nesme        | UMP     | Saona i Loara II |
| Jean-Pierre Nicolas    | UMP     | Eure II          |
| Yves Nicolin           | UMP     | Loire V          |
| Marie-Noëlle Battistel | SRC     | Isère IV         |
| Hervé Novelli          | UMP     | Indre i Loara IV |

### O
| Deputowany       | Frakcja | Okręg wyborczy   |
| ---------------- | ------- | ---------------- |
| Marie-Renée Oget | SRC     | Côtes-d’Armor IV |
| Dominique Orliac | SRC     | Lot I            |

### P
| Deputowany                   | Frakcja | Okręg wyborczy            |
| ---------------------------- | ------- | ------------------------- |
| Michel Pajon                 | SRC     | Sekwana-Saint-Denis (13e) |
| Françoise de Panafieu        | UMP     | Paryż XVI                 |
| Bertrand Pancher             | UMP     | Moza I                    |
| Yanick Paternotte            | UMP     | Val-d’Oise IX             |
| George Pau-Langevin          | SRC     | Paryż XXI                 |
| Christian Paul               | SRC     | Nièvre III                |
| Daniel Paul                  | GDR     | Sekwana Nadmorska VIII    |
| Béatrice Pavy                | UMP     | Sarthe III                |
| Germinal Peiro               | SRC     | Dordogne IV               |
| Jacques Pélissard            | UMP     | Jura I                    |
| Jean-Luc Pérat               | SRC     | Nord XXIV                 |
| Dominique Perben             | UMP     | Rhône IV                  |
| Jean-Claude Perez            | SRC     | Aude I                    |
| Marie-Françoise Pérol-Dumont | SRC     | Haute-Vienne III          |
| Nicolas Perruchot            | NC      | Loir-et-Cher I            |
| Bernard Perrut               | UMP     | Rhône IX                  |
| Édouard Philippe             | UMP     | Sekwana Nadmorska VII     |
| Sylvia Pinel                 | SRC     | Tarn i Garonna II         |
| Étienne Pinte                | UMP     | Yvelines I                |
| Martine Pinville             | SRC     | Charente IV               |
| Michel Piron                 | UMP     | Maine i Loara IV          |
| Henri Plagnol                | UMP     | Dolina Marny I            |
| Philippe Plisson             | SRC     | Żyronda XI                |
| Serge Poignant               | UMP     | Loara Atlantycka X        |
| Bérengère Poletti            | UMP     | Ardennes I                |
| Axel Poniatowski             | UMP     | Val-d’Oise II             |
| Josette Pons                 | UMP     | Var VI                    |
| Anny Poursinoff              | NI      | Yvelines X                |
| Jean-Luc Préel               | NC      | Wandea I                  |
| mandat nieobsadzony          |         | Yvelines IX               |
| Christophe Priou             | UMP     | Loara Atlantycka VII      |
| Jean Proriol                 | UMP     | Górna Loara II            |
| François Pupponi             | SRC     | Val-d’Oise VIII           |

### Q
| Deputowany          | Frakcja | Okręg wyborczy        |
| ------------------- | ------- | --------------------- |
| Didier Quentin      | UMP     | Charente-Maritime V   |
| Catherine Quéré     | SRC     | Charente-Maritime III |
| Jean-Jack Queyranne | SRC     | Rhône VII             |

### R
| Deputowany             | Frakcja | Okręg wyborczy          |
| ---------------------- | ------- | ----------------------- |
| Dominique Raimbourg    | SRC     | Loara Atlantycka IV     |
| Michel Raison          | UMP     | Górna Saona III         |
| Éric Raoult            | UMP     | Sekwana-Saint-Denis XII |
| Laure de la Raudière   | UMP     | Eure-et-Loir III        |
| Joël Regnault          | UMP     | Yvelines XII            |
| Frédéric Reiss         | UMP     | Dolny Ren VIII          |
| Jean-Luc Reitzer       | UMP     | Górny Ren III           |
| Jacques Remiller       | UMP     | Isère VIII              |
| Simon Renucci          | SRC     | Korsyka Południowa I    |
| Marie-Line Reynaud     | SRC     | Charente II             |
| Bernard Reynès         | UMP     | Delta Rodanu XV         |
| Franck Reynier         | UMP     | Drôme II                |
| Arnaud Richard         | UMP     | Yvelines VII            |
| Franck Riester         | UMP     | Sekwana i Marna V       |
| mandat nieobsadzony    |         | Delta Rodanu III        |
| Chantal Robin-Rodrigo  | SRC     | Pireneje Wysokie II     |
| Arnaud Robinet         | UMP     | Marne I                 |
| Camille de Rocca Serra | UMP     | Korsyka Południowa II   |
| François Rochebloine   | NC      | Loire III               |
| Alain Rodet            | SRC     | Haute-Vienne IV         |
| Marcel Rogemont        | SRC     | Ille-et-Vilaine III     |
| Marie-Josée Roig       | UMP     | Vaucluse I              |
| Jean-Marie Rolland     | UMP     | Yonne II                |
| Bernard Roman          | SRC     | Nord I                  |
| Michel Rossi           | UMP     | Alpy Nadmorskie VII     |
| Valérie Rosso-Debord   | UMP     | Meurthe-et-Moselle III  |
| Jean-Marc Roubaud      | UMP     | Gard III                |
| Gwendal Rouillard      | SRC     | Morbihan V              |
| René Rouquet           | SRC     | Dolina Marny IX         |
| Alain Rousset          | SRC     | Żyronda VII             |
| Max Roustan            | UMP     | Gard IV                 |
| François de Rugy       | NI      | Loara Atlantycka I      |

### S
| Deputowany            | Frakcja | Okręg wyborczy           |
| --------------------- | ------- | ------------------------ |
| Martial Saddier       | UMP     | Górna Sabaudia III       |
| Michel Sainte-Marie   | SRC     | Żyronda VI               |
| Francis Saint-Léger   | UMP     | Lozère I                 |
| Paul Salen            | UMP     | Loire VII                |
| Rudy Salles           | NC      | Alpy Nadmorskie III      |
| Bruno Sandras         | UMP     | Polinezja Francuska II   |
| Jean-Claude Sandrier  | GDR     | Cher II                  |
| André Santini         | NC      | Hauts-de-Seine X         |
| Michel Sapin          | SRC     | Indre I                  |
| Odile Saugues         | SRC     | Puy-de-Dôme I            |
| mandat nieobsadzony   |         | Côte-d’Or IV             |
| François Scellier     | UMP     | Val-d’Oise VI            |
| André Schneider       | UMP     | Dolny Ren III            |
| Jean-Pierre Schosteck | UMP     | Hauts-de-Seine XII       |
| Jean-Marie Sermier    | UMP     | Jura III                 |
| Fernand Siré          | UMP     | Pireneje Wschodnie II    |
| Christophe Sirugue    | SRC     | Saona i Loara V          |
| Jean-Pierre Soisson   | UMP     | Yonne I                  |
| Michel Sordi          | UMP     | Górny Ren VII            |
| Dominique Souchet     | NI      | Wandea V                 |
| Daniel Spagnou        | UMP     | Alpy Górnej Prowansji II |
| Éric Straumann        | UMP     | Górny Ren I              |
| Alain Suguenot        | UMP     | Côte-d’Or V              |

### T
| Deputowany               | Frakcja | Okręg wyborczy      |
| ------------------------ | ------- | ------------------- |
| Michèle Tabarot          | UMP     | Alpy Nadmorskie IX  |
| Lionel Tardy             | UMP     | Górna Sabaudia II   |
| Christiane Taubira       | SRC     | Gujana Francuska I  |
| Jean-Charles Taugourdeau | UMP     | Maine i Loara III   |
| Guy Teissier             | UMP     | Delta Rodanu VI     |
| Pascal Terrasse          | SRC     | Ardèche I           |
| Michel Terrot            | UMP     | Rhône XII           |
| Jean-Claude Thomas       | UMP     | Marne VII           |
| Marie-Hélène Thoraval    | UMP     | Drôme IV            |
| Dominique Tian           | UMP     | Delta Rodanu II     |
| Jean Tiberi              | UMP     | Paryż II            |
| Jean-Louis Touraine      | SRC     | Rhône III           |
| Marisol Touraine         | SRC     | Indre i Loara III   |
| Philippe Tourtelier      | SRC     | Ille-et-Vilaine II  |
| Alfred Trassy-Paillogues | UMP     | Sekwana Nadmorska X |
| Georges Tron             | UMP     | Essonne IX          |

### U
| Deputowany          | Frakcja | Okręg wyborczy |
| ------------------- | ------- | -------------- |
| Jean Ueberschlag    | UMP     | Górny Ren IV   |
| Jean-Jacques Urvoas | SRC     | Finistère I    |

### V
| Deputowany                | Frakcja | Okręg wyborczy    |
| ------------------------- | ------- | ----------------- |
| Daniel Vaillant           | SRC     | Paryż XIX         |
| Jacques Valax             | SRC     | Tarn I            |
| mandat nieobsadzony       |         | Isère IX          |
| Manuel Valls              | SRC     | Essonne I         |
| Yves Vandewalle           | UMP     | Yvelines II       |
| Christian Vanneste        | UMP     | Nord X            |
| François Vannson          | UMP     | Wogezy III        |
| Isabelle Vasseur          | UMP     | Aisne V           |
| Catherine Vautrin         | UMP     | Marne II          |
| Michel Vauzelle           | SRC     | Delta Rodanu XVI  |
| Michel Vaxès              | GDR     | Delta Rodanu XIII |
| Francis Vercamer          | NC      | Nord VII          |
| Patrice Verchère          | UMP     | Rhône VIII        |
| Michel Vergnier           | SRC     | Creuse I          |
| Charles de la Verpillière | UMP     | Ain II            |
| André Vézinhet            | SRC     | Hérault II        |
| Jean-Sébastien Vialatte   | UMP     | Var VII           |
| René-Paul Victoria        | UMP     | Reunion I         |
| Alain Vidalies            | SRC     | Landy I           |
| Philippe Vigier           | NC      | Eure-et-Loir IV   |
| François-Xavier Villain   | NI      | Nord XVIII        |
| Jean-Michel Villaumé      | SRC     | Górna Saona II    |
| Jean-Claude Viollet       | SRC     | Charente I        |
| Philippe Vitel            | UMP     | Var II            |
| Gérard Voisin             | UMP     | Saona i Loara I   |
| Michel Voisin             | UMP     | Ain IV            |
| Philippe Vuilque          | SRC     | Ardennes II       |

### W
| Deputowany          | Frakcja | Okręg wyborczy |
| ------------------- | ------- | -------------- |
| Jean-Luc Warsmann   | UMP     | Ardennes III   |
| Éric Woerth         | UMP     | Oise IV        |
| André Wojciechowski | UMP     | Mozella VII    |

### Y
| Deputowany | Frakcja | Okręg wyborczy   |
| ---------- | ------- | ---------------- |
| Gaël Yanno | UMP     | Nowa Kaledonia I |

### Z
| Deputowany          | Frakcja | Okręg wyborczy           |
| ------------------- | ------- | ------------------------ |
| Marie-Jo Zimmermann | UMP     | Mozella III              |
| Michel Zumkeller    | UMP     | Territoire-de-Belfort II |